# Seny Dieng
Pour les articles homonymes, voir Dieng.
Seny Thimothy Dieng est un footballeur international sénégalais né le 23 novembre 1994 à Zurich, en Suisse. Il évolue comme gardien de but à Middlesbrough FC en Championship.

## Carrière

### En club
Il rejoint le Dundee FC sous forme de prêt en janvier 2019.

### En équipe nationale
Seny Dieng est convoqué avec les Lions pour la première fois en mai 2014, par Alain Giresse, pour un match amical contre la Colombie, mais il ne rentre pas en jeu. Il porte le maillot du Sénégal pour la première fois le 30 mars 2021, à l'occasion d'un match qualificatif pour la CAN 2021 face à l'Eswatini. Il fait partie des 27 joueurs sénégalais sélectionnés pour la Coupe d'Afrique des nations 2021.
Le 11 novembre 2022, il est sélectionné par Aliou Cissé pour participer à la Coupe du monde 2022.
Le 29 décembre 2023, il est retenu dans la liste des vingt-sept joueurs sénégalais sélectionnés par Aliou Cissé pour disputer la Coupe d'Afrique des nations 2023. Une blessure le contraint cependant au forfait et il est remplacé dans le groupe sénégalais par Alfred Gomis.

## Palmarès

### En sélection nationale
Avec l'équipe du Sénégal, Seny Dieng remporte la Coupe d'Afrique des nations en 2021.

### Distinctions
Meilleur but de la saison. En 2022-2023 Avec le Queens Park Rangers Football Club

## Statistiques
| Détails des sélections en équipe A du Sénégal | Détails des sélections en équipe A du Sénégal | Détails des sélections en équipe A du Sénégal | Détails des sélections en équipe A du Sénégal | Détails des sélections en équipe A du Sénégal           |
| #                                             | Date                                          | Adversaire                                    | Score                                         | Compétition                                             |
| --------------------------------------------- | --------------------------------------------- | --------------------------------------------- | --------------------------------------------- | ------------------------------------------------------- |
| 1                                             | 30 mars 2021                                  | Eswatini                                      | 1-1                                           | Qualif. CAN 2021 - groupe I                             |
| 2                                             | 10 janvier 2022                               | Zimbabwe                                      | 1-0                                           | Coupe d'Afrique des nations de football 2021 - Groupe B |
| 3                                             | 14 janvier 2022                               | Guinée                                        | 0-0                                           | Coupe d'Afrique des nations de football 2021 - Groupe B |
| 4                                             | 27 septembre 2022                             | Iran                                          | 1-1                                           | Match amical                                            |

## Décoration
- Officier de l'Ordre national du Lion du Sénégal (2022)[8]